# Donald Bain
Donald Bain (Mineola, 6 marzo 1935 – White Plains, 21 ottobre 2017) è stato uno scrittore statunitense.
Nella sua carriera ha scritto oltre 100 libri.
Fra i suoi più conosciuti libri, sicuramente, in testa, c'è la collana delle avventure della scrittrice di gialli Jessica Fletcher, La signora in giallo, libri tratti dalla suddetta serie televisiva ed attribuiti alla stessa Fletcher.

## Opere

### I libri della serieLa signora in giallo (Murder, She Wrote)
- 1989 - Gin & pugnali (Gin and Daggers), Sperling & Kupfer
- 1994 - Manhattan & omicidi (Manhattans and Murder), Sperling & Kupfer
- 1995 - Rum & delitti (Rum and Razors), Sperling & Kupfer, traduzione di Barbara Murgia, 2002, ISBN 978-88-87592306
- 1995 - Brandy & pallottole (Brandy and Bullets), Sperling & Kupfer, traduzione di Maria Barbara Piccioli, 1998, ISBN 9788878248823
- 1995 - Martini e follia (Martinis and Mayhem), Sperling & Kupfer, traduzione di Maria Barbara Piccioli, 1998, ISBN 9788882742768
- 1996 - A Deadly Judgment (inedito in Italia)
- 1996 - A Palette for Murder (inedito in Italia)
- 1997 - Omicidi e fantasmi (The Highland Fling Murders)
- 1997 - Assassinio a bordo (Murder on the QE2)
- 1998 - Murder in Moscow (inedito in Italia)
- 1998 - A Little Yuletide Murder (inedito in Italia)
- 1999 - Murder at the Powderhorn Ranch (inedito in Italia)
- 1999 - Omicidio in primo piano (Knock 'em Dead)
- 2000 - Delitto in maschera (Trick or Treachery)
- 2001 - Assassinio nel vigneto (Blood on the Vine)
- 2001 - Murder in a Minor Key (inedito in Italia)
- 2002 - Delitto à la carte (Provence - to Die for)
- 2002 - Scommessa con il morto (You Bet Your Life)
- 2003 - Delitto cum laude (Majoring in Murder)
- 2003 - Assassinio in prima classe (Destination Murder)
- 2004 - Cocktail letale (Dying to Retire)
- 2004 - Dinner party con cadavere (A Vote for Murder)
- 2005 - The Maine Mutiny (inedito in Italia)
- 2005 - Long drink con delitto (Margaritas and Murder)
- 2006 - Una recita quasi perfetta (A Question of Murder)
- 2006 - Three Strikes and You're Dead (inedito in Italia)
- 2007 - Caffè, tè e il delitto è servito (Coffee, Tea, or Murder?)
- 2007 - Omicidio in crociera (Panning For Murder), Sperling & Kupfer, traduzione di Barbara Murgia, 2021, ISBN 9788820071387
- 2008 - Fuochi d'artificio con cadavere (Murder on Parade)
- 2008 - Capodanno con delitto (A Slaying in Savannah)
- 2009 - La morte è in scena (Madison Avenue Shoot), Sperling & Kupfer, traduzione di Barbara Murgia, 2012, ISBN 9788860618153
- 2009 - Ospite inatteso a Cabot Cove (A Fatal Feast), Sperling & Kupfer, traduzione di Barbara Murgia, 2011, ISBN 9788820049720
- 2010 - Una fatale melodia (Nashville Noir), Sperling & Kupfer, traduzione di Barbara Murgia, 2018, ISBN 9788820065805
- 2010 - I gioielli della Regina (The Queen's Jewels), Sperling & Kupfer, traduzione di Barbara Murgia, 2013, ISBN 9788820053604
- 2011 - Omicidio sul ghiaccio (Skating on Thin Ice), Sperling & Kupfer, traduzione di Barbara Murgia, 2012, ISBN 9788820051631
- 2011 - Un delitto a regola d'arte (The Fine Art of Murder), Sperling & Kupfer, traduzione di Barbara Murgia, 2012, ISBN 9788820052737
- 2012 - Assassinio sull'isola (Trouble at High Tide), Sperling & Kupfer, traduzione di Barbara Murgia, 2013, ISBN 9788820054786
- 2012 - Domestic Malice (inedito in Italia)
- 2012 - Ricetta per un delitto (Prescription for murder), Sperling & Kupfer, traduzione di Barbara Murgia, 2014, ISBN 9788820055516
- 2013 - Primo piano di un delitto (Close-up on murder), Sperling & Kupfer, traduzione di Barbara Murgia, 2014, ISBN 9788820057039
- 2014 - Omicidio alle Hawaii (Aloha betrayed), Sperling & Kupfer, traduzione di Barbara Murgia, 2015, ISBN 9788820057589
- 2014 - Omicidi e buone maniere (Death of a blue blood), Sperling & Kupfer, traduzione di Barbara Murgia, 2015, ISBN 9788820059163
- 2015 - Menù con delitto (Killer in the Kitchen), Sperling & Kupfer, traduzione di Barbara Murgia, 2016, ISBN 9788820059620
- 2015 - Una morte annunciata (The Ghost and Mrs. Fletcher), scritto con Renée Paley-Bain, Sperling & Kupfer, traduzione di Barbara Murgia, 2016, ISBN 9788820060442
- 2016 - Omicidio in grande stile (Design for Murder), scritto con Renée Paley-Bain, Sperling & Kupfer, traduzione di Barbara Murgia, 2017, ISBN 9788820061364
- 2016 - Un assassino all'amo (Hook, Line and Murder), scritto con Renée Paley-Bain, Sperling & Kupfer, traduzione di Barbara Murgia, 2017, ISBN 9788820062576
- 2018 - Appuntamento con la morte (A Date with Murder), scritto con Jon Land, Sperling & Kupfer, traduzione di Barbara Murgia, 2018, ISBN 9788820063955